# Жань Вэй
Вэй (кит. 魏, пиньинь Wèi) — короткоживущее государственное образование, существовавшее на землях северного Китая в 350—352 годах в эпоху «Шестнадцати варварских государств» (хотя традиционно и не включается в их число). Чтобы отличать от прочих государств с названием «Вэй», имевшихся в истории Китая, в исторических работах к его названию обычно добавляют фамилию правящей династии «Жань», и пишут как «Жань Вэй» (кит. 冉魏, пиньинь Rǎn Wèi).

## История
В 304 году хуннский вождь Лю Юань отложился от империи Цзинь и провозгласил образование независимого государства Хань, которое смогло поставить под свой контроль значительную часть северного Китая. В этом большую роль сыграл полководец Ши Лэ, происходивший из народности цзе, который в 319 году отложился от Хань и провозгласил создание на её восточных землях государства Чжао. Его племянник Ши Ху в 311 году усыновил малолетнего китайца Жань Миня, дав ему свою фамилию. Повзрослев, Ши Минь стал одним из виднейших полководцев Чжао.
Ши Цзунь, занявший трон в 349 году, опасался мощи Ши Миня, и решил казнить его. Узнав об этих планах, Ши Минь выступил первым, захватил и убил Ши Цзуня, а на трон усадил Ши Цзяня, сделав его своей марионеткой. Ши Цзянь неоднократно пытался вырваться из-под контроля, и в 350 году Ши Минь устроил резню всех некитайцев (в ходе которой было убито до 200 тысяч человек), а затем казнил Ши Цзяня вместе с 28 внуками Ши Ху и остальными членами рода Ши, вернул себе фамилию Жань, и взошёл на трон как император нового царства Вэй.
Жань Минь послал письмо к цзиньскому императору Му-ди с противоречивым сообщением — приглашение прислать на север войска и выражение готовности покориться в то же время могло быть прочитано как вызов. Цзиньское правительство не дало ответа, но в то же время стало привлекать на свою сторону военачальников из южных провинций бывшей территории Поздней Чжао. Тем временем в Сянго оставшийся в живых один из сыновей Ши Ху — Ши Чжи — провозгласил себя новым императором Чжао.
Весной 351 года Жань Минь осадил Сянго. Ши Чжи обратился за помощью к правителю Ранней Янь Мужун Цзюню и смог нанести Жань Миню серьёзное поражение. Одновременно в Ечэне восстали хуннские солдаты, захватили в плен его сына Жань Иня и присоединились к Ши Чжи, который приказал казнить Жань Иня. Жань Миня считали мёртвым, но, когда он появился в Ечэне, волнения сразу же улеглись. Ши Чжи послал своего полководца Лю Сяня осадить Ечэн, но Жань Минь нанёс ему поражение и вселил в него такой страх, что Лю Сянь согласился по возвращении в Сянго убить Ши Чжи и капитулировать. Сделав это, он отослал Жань Миню голову Ши Чжи, которую тот приказал сжечь на улице Ечэна. Империя Поздняя Чжао прекратила своё существование.
Но война на этом не закончилась. Лю Сянь, на время покорившись Жань Миню, вскоре провозгласил себя императором. Западными провинциями завладел Фу Цзянь, основавший царство Ранняя Цинь. Южные провинции массово переходили под власть Цзинь. Тем временем войска Ранней Янь, которая уже заняла область Ючжоу (幽州, современный Пекин, Тяньцзинь и северный Хэбэй) и перенесла столицу в Цзичэн (薊城, в нынешнем Пекине), продолжали продвигаться на юг. Жань Минь, захватив Сянго в начале 352 года и казнив Лю Сяня, решил выступить на север навстречу войскам Ранней Янь, вопреки советам многих командиров, считавших, что его армии нужен отдых. Полководец Ранней Янь Мужун Кэ, применив военную хитрость, выманил пехоту Жань Миня в открытое поле и затем окружил его своей конницей, нанося ему большие потери. Лошадь под Жань Минем пала, он упал и был взят в плен и доставлен к Мужун Цзюню. Жань Минь оскорбил сяньбийского правителя и был подвергнут 300 ударам плетью, после чего казнен. Однако вскоре после этого Мужун Цзюнь, опасаясь, что дух казненного Жань Миня вызывает засуху, присвоил ему посмертное имя Даоу-ди. Супруга Жань Миня императрица Дун и её сын Жань Чжи продолжали сопротивление ещё несколько месяцев, но сдались к концу того же года, и царство Жань Вэй перестало существовать.

## Правители Жань Вэй
| Храмовое имя                                           | Посмертное имя                         | Личное имя             | Годы правления | Девиз правления и годы                                                              |
| ------------------------------------------------------ | -------------------------------------- | ---------------------- | -------------- | ----------------------------------------------------------------------------------- |
| Исторически наиболее употребительная форма: личное имя |                                        |                        |                |                                                                                     |
| отсутствует                                            | У Дао Тянь-ван 武悼天王 Wǔdào Tiānwáng | Жань Минь 冉閔 Rǎn Mǐn | 350—352        | - Юнсин (кит. упр. 永興, пиньинь Yǒngxīng, буквально: «вечное процветание») 350—352 |